# Campionati del mondo di triathlon del 2009
I campionati del mondo di triathlon del 2009 (XXI edizione) sono consistiti in una serie di sette gare di Campionati del mondo, denominate Dextro Energy Triathlon - ITU World Championship Series 2009, che hanno condotto alla Gran Finale che si è tenuta a Gold Coast, Queensland (Australia) a settembre del 2009.
La serie è stata organizzata sotto il patrocinio dell'ente che gestisce il trathlon a livello mondiale - la International Triathlon Union (ITU) - ed è stata sponsorizzata da Dextro Energy.
Tra gli uomini ha vinto il britannico Alistair Brownlee, mentre la gara femminile è andata all'australiana Emma Moffatt.
La gara Under 23 è andata al tedesco Franz Loeschke e alla britannica Hollie Avil.
La gara junior ha visto trionfare lo spagnolo Mario Mola, mentre tra le donne ha vinto la francese Emmie Charayron.

## Gli eventi della serie
Nell'anno di inaugurazione i sette eventi, propedeutici alla Gran Finale, si sono disputati in quattro diversi continenti, in particolare nelle località precedentemente utilizzate con successo nelle gare di coppa del mondo.
È stata, inoltre, concessa la possibilità agli atleti di provare il circuito della gara che si terrà alle Olimpiadi del 2012 ad Hyde Park, Londra.
| Data           | Località                          | Tipo        |
| -------------- | --------------------------------- | ----------- |
| 2-3 maggio     | Tongyeong, Corea del Sud          | Evento      |
| 30-31 maggio   | Madrid, Spagna                    | Evento      |
| 20-21 giugno   | Washington, Stati Uniti d'America | Evento      |
| 11-12 luglio   | Kitzbühel, Austria                | Evento      |
| 25-26 luglio   | Amburgo, Germania                 | Evento      |
| 15-16 agosto   | Londra, Regno Unito               | Evento      |
| 22-23 agosto   | Yokohama, Giappone                | Evento      |
| 9-13 settembre | Gold Coast, Australia             | Gran Finale |

## Risultati

### Classifica generale Campionati del mondo 2009
I punti sono distribuiti ai primi quaranta (40) classificati tra gli uomini e tra le donne ad ogni evento dei Campionati del mondo del 2009 e ai primi cinquanta (50) top finisher della Gran Finale. I punti per il ranking dei Campionati del mondo ITU possono anche essere ottenuti alle gare di Coppa del mondo di triathlon del 2009.
La somma dei migliori quattro risultati tra le gare dei Campionati del Mondo e le gare di Coppa del Mondo (si considerano al massimo due risultati in questo caso) e i punti realizzati alla Gran Finale dei Campionati del Mondo determineranno la classifica finale per ogni atleta.

#### Élite Uomini
| Classifica | Nome                        | Paese         | Coppa del mondo | Coppa del mondo | Campionati | Campionati | Campionati | Campionati | Campionati | Campionati | Campionati | Gran Finale | Totale |
| Classifica | Nome                        | Paese         | 1               | 2               | KOR        | ESP        | USA        | AUT        | GER        | UK         | JPN        | Gran Finale | Totale |
| ---------- | --------------------------- | ------------- | --------------- | --------------- | ---------- | ---------- | ---------- | ---------- | ---------- | ---------- | ---------- | ----------- | ------ |
| 1          | Alistair Brownlee           | Regno Unito   |                 |                 |            | 800        | 800        | 800        |            | 800        |            | 1200        | 4400   |
| 2          | Francisco Javier Gómez Noya | Spagna        | 203             |                 |            | 685        | 740        | 740        |            |            | 685        | 1110        | 3960   |
| 3          | Maik Petzold                | Germania      |                 |                 |            | 633        | 685        | 633        | 542        |            | 397        | 950         | 3443   |
| 4          | Jan Frodeno                 | Germania      | 257             |                 |            | 397        | 542        |            | 397        |            | 800        | 1027        | 3163   |
| 5          | Steffen Justus              | Germania      |                 |                 | 586        |            | 429        |            | 633        | 740        |            | 752         | 3140   |
| 6          | Laurent Vidal               | Francia       | 220             |                 | 464        | 314        | 501        | 685        |            | 586        | 633        | 643         | 3048   |
| 7          | Courtney Atkinson           | Australia     | 300             | 300             | 397        | 740        |            | 339        |            | 501        | 464        | 879         | 2980   |
| 8          | Kris Gemmell                | Nuova Zelanda | 278             | 237             | 633        |            |            | 429        | 501        | 685        | 740        | 345         | 2904   |
| 9          | Dmitry Polyanski            | Russia        | 300             |                 | 685        |            | 501        | 397        | 464        | 314        |            | 813         | 2860   |
| 10         | Jarrod Shoemaker            | Stati Uniti   | 220             | 174             | 542        | 339        | 464        |            | 800        |            | 542        | 436         | 2783   |

Classifica completa:

#### Élite donne
| Classifica | Nome             | Paese         | Coppa del mondo | Coppa del mondo | Campionati | Campionati | Campionati | Campionati | Campionati | Campionati | Campionati | Gran Finale | Totale |
| Classifica | Nome             | Paese         | 1               | 2               | KOR        | ESP        | USA        | AUT        | GER        | UK         | JPN        | Gran Finale | Totale |
| ---------- | ---------------- | ------------- | --------------- | --------------- | ---------- | ---------- | ---------- | ---------- | ---------- | ---------- | ---------- | ----------- | ------ |
| 1          | Emma Moffatt     | Australia     | 300             | 278             | 740        |            | 800        | 800        | 800        |            |            | 1200        | 4340   |
| 2          | Lisa Nordén      | Svezia        | 188             |                 |            | 740        | 314        |            | 740        | 740        | 800        | 1100        | 4130   |
| 3          | Andrea Hewitt    | Nuova Zelanda | 203             |                 | 41         | 800        | 542        | 685        |            | 429        | 740        | 695         | 3462   |
| 4          | Daniela Ryf      | Svizzera      | 257             | 174             |            | 464        | 685        |            | 685        | 542        | 248        | 813         | 3187   |
| 5          | Helen Jenkins    | Regno Unito   | 149             |                 | 290        | 248        | 586        | 586        |            | 685        |            | 1027        | 3173   |
| 6          | Sarah Haskins    | Stati Uniti   | 161             |                 |            | 586        | 633        |            | 542        |            | 429        | 950         | 3139   |
| 7          | Juri Ide         | Giappone      | 300             |                 | 685        |            | 464        |            |            |            | 685        | 345         | 2479   |
| 8          | Magali Messmer   | Svizzera      | 237             |                 | 501        | 542        | 197        | 314        | 314        | 314        |            | 752         | 2423   |
| 9          | Jessica Harrison | Francia       |                 |                 | 339        | 685        | 501        | 197        |            |            |            | 643         | 2365   |
| 10         | Annabel Luxford  | Australia     | 188             |                 |            |            |            |            | 248        | 290        | 586        | 879         | 2191   |

Classifica completa:

### Risultati Gran Finale
La Gran Finale dei Campionati mondiali di triathlon del 2009 si è tenuta a Gold Coast, Australia in data 9 settembre 2009.

#### Élite uomini
| Pos. | Nome                        | Paese       | Nuoto    | Bici     | Corsa    | Totale   |
| ---- | --------------------------- | ----------- | -------- | -------- | -------- | -------- |
|      | Alistair Brownlee           | Regno Unito | 00:17:00 | 00:58:05 | 00:29:04 | 01:44:51 |
|      | Francisco Javier Gómez Noya | Spagna      | 00:17:02 | 00:58:00 | 00:29:17 | 01:44:57 |
|      | Jan Frodeno                 | Germania    | 00:17:06 | 00:57:50 | 00:29:44 | 01:45:21 |
| 4    | Maik Petzold                | Germania    | 00:16:59 | 00:57:57 | 00:29:49 | 01:45:25 |
| 5    | Courtney Atkinson           | Australia   | 00:17:11 | 00:57:47 | 00:29:47 | 01:45:27 |
| 6    | Dmitry Polyanski            | Russia      | 00:17:00 | 00:58:05 | 00:29:39 | 01:45:29 |
| 7    | Steffen Justus              | Germania    | 00:17:15 | 00:57:50 | 00:29:43 | 01:45:30 |
| 8    | Simon Whitfield             | Canada      | 00:17:05 | 00:57:58 | 00:29:51 | 01:45:31 |
| 9    | Laurent Vidal               | Francia     | 00:17:15 | 00:57:45 | 00:29:58 | 01:45:37 |
| 10   | Aleksandr Brjuchankov       | Russia      | 00:16:59 | 00:58:08 | 00:29:47 | 01:45:38 |

Classifica completa

#### Élite donne
| Pos. | Nome             | Paese         | Nuoto    | Bici     | Corsa    | Totale   |
| ---- | ---------------- | ------------- | -------- | -------- | -------- | -------- |
|      | Emma Moffatt     | Australia     | 00:21:47 | 01:01:55 | 00:34:46 | 01:59:14 |
|      | Lisa Nordén      | Svezia        | 00:21:49 | 01:01:57 | 00:34:50 | 01:59:19 |
|      | Helen Jenkins    | Regno Unito   | 00:21:45 | 01:02:00 | 00:35:04 | 01:59:41 |
| 4    | Sarah Haskins    | Stati Uniti   | 00:21:30 | 01:02:14 | 00:35:16 | 01:59:52 |
| 5    | Annabel Luxford  | Australia     | 00:21:48 | 01:01:55 | 00:35:36 | 02:00:07 |
| 6    | Daniela Ryf      | Svizzera      | 00:22:05 | 01:02:27 | 00:35:05 | 02:00:21 |
| 7    | Magali Messmer   | Svizzera      | 00:22:05 | 01:02:28 | 00:35:07 | 02:00:25 |
| 8    | Andrea Hewitt    | Nuova Zelanda | 00:22:04 | 01:02:28 | 00:35:07 | 02:00:26 |
| 9    | Jessica Harrison | Francia       | 00:21:48 | 01:01:58 | 00:35:53 | 02:00:26 |
| 10   | Liz Blatchford   | Regno Unito   | 00:21:47 | 01:02:45 | 00:35:07 | 02:00:29 |

Classifica completa

#### Junior uomini
| Pos. | Nome              | Paese       | Nuoto    | Bici     | Corsa    | Totale   |
| ---- | ----------------- | ----------- | -------- | -------- | -------- | -------- |
|      | Mario Mola        | Spagna      | 00:09:32 | 00:29:15 | 00:15:00 | 00:54:35 |
|      | Jonathan Brownlee | Regno Unito | 00:09:15 | 00:29:32 | 00:15:20 | 00:54:50 |
|      | Kristof Kiraly    | Ungheria    | 00:09:30 | 00:29:17 | 00:15:24 | 00:54:55 |
| 4    | Kevin McDowell    | Stati Uniti | 00:09:41 | 00:29:02 | 00:15:36 | 00:55:07 |
| 5    | Davide Uccellari  | Italia      | 00:09:34 | 00:29:11 | 00:15:39 | 00:55:10 |

Classifica completa

#### Junior donne
| Pos. | Nome                 | Paese       | Nuoto    | Bici     | Corsa    | Totale   |
| ---- | -------------------- | ----------- | -------- | -------- | -------- | -------- |
|      | Emmie Charayron      | Francia     | 00:10:20 | 00:32:16 | 00:16:53 | 01:00:22 |
|      | Emma Jackson         | Australia   | 00:10:08 | 00:32:31 | 00:17:12 | 01:00:41 |
|      | Rachel Klamer        | Paesi Bassi | 00:10:08 | 00:32:35 | 00:17:28 | 01:00:57 |
| 4    | Maaike Caelers       | Paesi Bassi | 00:10:33 | 00:33:15 | 00:16:26 | 01:00:59 |
| 5    | Alexandra Razarenova | Russia      | 00:10:18 | 00:32:22 | 00:17:34 | 01:01:05 |

Classifica completa

#### Under 23 uomini
| Pos. | Nome           | Paese         | Nuoto    | Bici     | Corsa    | Totale   |
| ---- | -------------- | ------------- | -------- | -------- | -------- | -------- |
|      | Franz Loeschke | Germania      | 00:17:47 | 00:56:30 | 00:31:18 | 01:46:19 |
|      | James Seear    | Australia     | 00:17:47 | 00:56:34 | 00:31:23 | 01:46:25 |
|      | João Pereira   | Portogallo    | 00:17:53 | 00:56:23 | 00:31:33 | 01:46:32 |
| 4    | Tony Dodds     | Nuova Zelanda | 00:17:26 | 00:56:54 | 00:31:38 | 01:46:39 |
| 5    | Jonathan Zipf  | Germania      | 00:17:59 | 00:57:32 | 00:30:31 | 01:46:41 |

Classifica completa

#### Under 23 donne
| Pos. | Nome            | Paese       | Nuoto    | Bici     | Corsa    | Totale   |
| ---- | --------------- | ----------- | -------- | -------- | -------- | -------- |
|      | Hollie Avil     | Regno Unito | 00:19:19 | 01:01:16 | 00:35:20 | 01:56:38 |
|      | Jodie Stimpson  | Regno Unito | 00:19:17 | 01:01:21 | 00:35:46 | 01:57:01 |
|      | Paula Findlay   | Canada      | 00:19:19 | 01:01:19 | 00:35:58 | 01:57:15 |
| 4    | Vicky Holland   | Regno Unito | 00:19:13 | 01:01:24 | 00:36:16 | 01:57:30 |
| 5    | Yuliya Sapunova | Ucraina     | 00:19:51 | 01:03:43 | 00:35:33 | 01:59:48 |

Classifica completa

### Risultati Serie 1 - Tongyeong

#### Élite uomini
| Pos. | Nome               | Paese         | Nuoto    | Bici     | Corsa    | Totale   |
| ---- | ------------------ | ------------- | -------- | -------- | -------- | -------- |
|      | Bevan Docherty     | Nuova Zelanda | 00:18:36 | 01:00:18 | 00:30:20 | 01:50:25 |
|      | Bradley Kahlefeldt | Australia     | 00:18:28 | 01:00:18 | 00:30:24 | 01:50:25 |
|      | Dmitry Polyanski   | Russia        | 00:18:13 | 00:59:58 | 00:31:01 | 01:50:29 |

Classifica completa

#### Élite donne
| Pos. | Nome          | Paese     | Nuoto    | Bici     | Corsa    | Totale   |
| ---- | ------------- | --------- | -------- | -------- | -------- | -------- |
|      | Emma Snowsill | Australia | 00:19:47 | 01:07:43 | 00:33:45 | 02:02:42 |
|      | Emma Moffatt  | Australia | 00:19:15 | 01:08:19 | 00:34:01 | 02:02:51 |
|      | Juri Ide      | Giappone  | 00:19:49 | 01:07:43 | 00:34:37 | 02:03:31 |

Classifica completa

### Risultati Serie 2 - Madrid

#### Élite uomini
| Pos. | Nome                        | Paese       | Nuoto    | Bici     | Corsa    | Totale   |
| ---- | --------------------------- | ----------- | -------- | -------- | -------- | -------- |
|      | Alistair Brownlee           | Regno Unito | 00:17:57 | 01:01:27 | 00:30:31 | 01:51:26 |
|      | Courtney Atkinson           | Australia   | 00:17:52 | 01:01:29 | 00:31:18 | 01:52:14 |
|      | Francisco Javier Gómez Noya | Spagna      | 00:17:51 | 01:01:33 | 00:31:19 | 01:52:18 |

Classifica completa

#### Élite donne
| Pos. | Nome             | Paese         | Nuoto    | Bici     | Corsa    | Totale   |
| ---- | ---------------- | ------------- | -------- | -------- | -------- | -------- |
|      | Andrea Hewitt    | Nuova Zelanda | 00:20:09 | 01:08:10 | 00:35:51 | 02:05:58 |
|      | Lisa Nordén      | Svezia        | 00:20:11 | 01:08:12 | 00:35:47 | 02:05:59 |
|      | Jessica Harrison | Francia       | 00:19:39 | 01:08:42 | 00:35:48 | 02:05:59 |

Classifica completa

### Risultati Serie 3 - Washington

#### Élite uomini
| Pos. | Nome                        | Paese       | Nuoto    | Bici     | Corsa    | Totale   |
| ---- | --------------------------- | ----------- | -------- | -------- | -------- | -------- |
|      | Alistair Brownlee           | Regno Unito | 00:20:06 | 00:57:01 | 00:31:00 | 01:48:58 |
|      | Francisco Javier Gómez Noya | Spagna      | 00:20:08 | 00:56:59 | 00:31:12 | 01:49:11 |
|      | Maik Petzold                | Germania    | 00:20:04 | 00:56:57 | 00:31:26 | 01:49:24 |

Classifica completa

#### Élite donne
| Pos. | Nome          | Paese     | Nuoto    | Bici     | Corsa    | Totale   |
| ---- | ------------- | --------- | -------- | -------- | -------- | -------- |
|      | Emma Moffatt  | Australia | 00:20:06 | 01:04:27 | 00:34:24 | 01:59:55 |
|      | Emma Snowsill | Australia | 00:20:26 | 01:04:08 | 00:34:46 | 02:00:20 |
|      | Daniela Ryf   | Svizzera  | 00:20:42 | 01:03:50 | 00:35:29 | 02:01:01 |

Classifica completa

### Risultati Serie 4 - Kitzbühel

#### Élite uomini
| Pos. | Nome                        | Paese       | Nuoto    | Bici     | Corsa    | Totale   |
| ---- | --------------------------- | ----------- | -------- | -------- | -------- | -------- |
|      | Alistair Brownlee           | Regno Unito | 00:16:15 | 00:55:07 | 00:30:36 | 01:43:13 |
|      | Francisco Javier Gómez Noya | Spagna      | 00:16:11 | 00:55:08 | 00:30:43 | 01:43:21 |
|      | Laurent Vidal               | Francia     | 00:16:50 | 00:54:31 | 00:30:46 | 01:43:24 |

Classifica completa

#### Élite donne
| Pos. | Nome          | Paese         | Nuoto    | Bici     | Corsa    | Totale   |
| ---- | ------------- | ------------- | -------- | -------- | -------- | -------- |
|      | Emma Moffatt  | Australia     | 00:17:52 | 01:00:41 | 00:34:42 | 01:54:38 |
|      | Nicola Spirig | Svizzera      | 00:18:31 | 01:00:08 | 00:35:15 | 01:55:12 |
|      | Andrea Hewitt | Nuova Zelanda | 00:17:55 | 01:00:46 | 00:35:16 | 01:55:17 |

Classifica completa

### Risultati Serie 5 - Amburgo

#### Élite uomini
| Pos. | Nome                  | Paese       | Nuoto    | Bici     | Corsa    | Totale   |
| ---- | --------------------- | ----------- | -------- | -------- | -------- | -------- |
|      | Jarrod Shoemaker      | Stati Uniti | 00:16:40 | 00:56:46 | 00:29:37 | 01:44:06 |
|      | Bradley Kahlefeldt    | Australia   | 00:16:45 | 00:56:40 | 00:29:50 | 01:44:14 |
|      | Aleksandr Brjuchankov | Russia      | 00:16:35 | 00:56:54 | 00:29:45 | 01:44:16 |

Classifica completa

#### Élite donne
| Pos. | Nome         | Paese     | Nuoto    | Bici     | Corsa    | Totale   |
| ---- | ------------ | --------- | -------- | -------- | -------- | -------- |
|      | Emma Moffatt | Australia | 00:17:33 | 01:03:01 | 00:34:28 | 01:56:12 |
|      | Lisa Nordén  | Svezia    | 00:17:45 | 01:02:51 | 00:35:25 | 01:57:06 |
|      | Daniela Ryf  | Svizzera  | 00:18:17 | 01:02:25 | 00:35:55 | 01:57:39 |

Classifica completa

### Risultati Serie 6 - Londra

#### Élite uomini
| Pos. | Nome              | Paese         | Nuoto    | Bici     | Corsa    | Totale   |
| ---- | ----------------- | ------------- | -------- | -------- | -------- | -------- |
|      | Alistair Brownlee | Regno Unito   | 00:18:04 | 00:53:52 | 00:28:43 | 01:41:50 |
|      | Steffen Justus    | Germania      | 00:18:38 | 00:53:15 | 00:28:54 | 01:41:58 |
|      | Kris Gemmell      | Nuova Zelanda | 00:18:40 | 00:53:16 | 00:29:04 | 01:42:01 |

Classifica completa

#### Élite donne
| Pos. | Nome          | Paese       | Nuoto    | Bici     | Corsa    | Totale   |
| ---- | ------------- | ----------- | -------- | -------- | -------- | -------- |
|      | Nicola Spirig | Svizzera    | 00:20:12 | 00:59:59 | 00:32:59 | 01:54:24 |
|      | Lisa Nordén   | Svezia      | 00:19:50 | 01:00:24 | 00:33:00 | 01:54:26 |
|      | Helen Jenkins | Regno Unito | 00:19:35 | 01:00:38 | 00:33:01 | 01:54:29 |

Classifica completa

### Risultati Serie 7 - Yokohama

#### Élite uomini
| Pos. | Nome                        | Paese         | Nuoto    | Bici     | Corsa    | Totale   |
| ---- | --------------------------- | ------------- | -------- | -------- | -------- | -------- |
|      | Jan Frodeno                 | Germania      | 00:16:33 | 00:55:42 | 00:31:02 | 01:44:31 |
|      | Kris Gemmell                | Nuova Zelanda | 00:16:42 | 00:56:18 | 00:30:37 | 01:44:49 |
|      | Francisco Javier Gómez Noya | Spagna        | 00:16:35 | 00:56:26 | 00:30:36 | 01:44:51 |

Classifica completa

#### Élite donne
| Pos. | Nome          | Paese         | Nuoto    | Bici     | Corsa    | Totale   |
| ---- | ------------- | ------------- | -------- | -------- | -------- | -------- |
|      | Lisa Nordén   | Svezia        | 00:18:21 | 01:01:06 | 00:35:07 | 01:55:55 |
|      | Andrea Hewitt | Nuova Zelanda | 00:18:16 | 01:01:08 | 00:35:14 | 01:56:00 |
|      | Juri Ide      | Giappone      | 00:18:15 | 01:01:12 | 00:35:14 | 01:56:03 |

Classifica completa